# Blaž Svetelj
Blaž Svetelj [bláž svetélj], slovenski profesor, stenograf, geograf in sooblikovalec vasi Podgorje (pri Kamniku), * 10. februar 1893, Podgorje pri Kamniku, † 15. december 1944, Ljubljana.

## Življenje
Rodil se je v družini kmetov Blaža in Neže, rojene Jereb (v srednjem Podgorju, po domače Uklnu), kot prvi od petih otrok (dveh sinov in treh sester). Šolo je obiskoval v kamniški ljudski šoli, kjer se je izkazal kot nadarjen učenec. Starši so ga leta 1907 poslali na nadaljnje šolanje na škofijsko gimnazijo v Šentvid, ki jo je leta 1913 uspešno zaključil. Kot gimnazijec se je pri profesorju Francu Rebolu učil slovenske in nemške stenografije. Po maturi je odšel študirat na praško univerzo, kjer je na filozofski fakulteti eno leto študiral zgodovino in zemljepis, nato pa je študij dokončal na dunajski univerzi, kjer je s prekinitvijo študija med prvo svetovno vojno leta 1920 promoviral za doktorja geografskih znanosti. Tu je še posebej študij stenografije.
Med študijem je leta 1916 stopil v avstro-ogrsko vojsko in se bojeval v 17. regimentu slovenskih fantov v Judenburgu, kjer je bil maja 1918 vojaški upor.
Po končanem študiju se je kot suplent zaposlil na novi slovenski gimnaziji v Murski Soboti. Leta 1922 je postal profesor ekonomske geografije na takratni Trgovski akademiji v Ljubljani. Kronika te šole je zabeležila, da je profesor Svetelj zbral in uredil bogato zbirko zemljevidov in slik za pouk gospodarske geografije. Poleg zemljepisa pa je kot obvezen predmet poučeval tudi slovensko stenografijo. Sodeloval je tudi pri Gospodarskem vestniku s krajšimi poročili in zlasti z ocenami angleških geografskih publikacij.
V njegovem zakonu z Angelo Podjed iz Voklega se je leta 1931 rodil sin Mitja, ki je kot diplomirani pravnik več let vodil poslovni sistem Emona v Ljubljani.

## Delo
Bil je med ustanovitelji prvega Slovenskega stenografskega društva, ki je bilo ustanovljeno leta 1934 v Ljubljani, in njegov predsednik. Na položaju je ostal do smrti.
Svetelj je kot strokovnjak za stenografijo leta 1942 in leta 1944 izdal učbenika Slovenska stenografija po Novak Gabelsbergerjevem sistemu. Kot je zapisal reformator slovenske stenografije profesor Rudolf Rakuša, je Sveteljevo poslovno pismo v splošnem grajeno na Novakovem sistemu. V sistem pa je uvedel nekaj sprememb. Učbenik je bil zelo skrbno sestavljen in bil vsebinsko prilagojen trgovskim šolam. Razlaga pravil v marsičem prekaša celo Novakovo knjigo. Učbenik kaže izkušenega pedagoga z bogato šolsko prakso. Rakuša je menil, da bi bilo dobro, če bi vsak kandidat pred usposobljenostnim izpitom za učitelja stenografije preštudiral tudi Sveteljev učbenik poslovnega pisma. Pri tem ne bi dobil le potrebnega pogleda v Novakov sistem, temveč bo lahko primerjal natančne formulacije, ki jih je uporabljal dr. Svetelj s pravili sedanje listine slovenske stenografije.
Za uspešno pedagoško delo je na ljubljanski Državni trgovski akademiji leta 1930 prejel odlikovanja kralja Aleksandra Kraljevski red Svetega Save. Blaž Svetelj je slovenski stenografiji posvetil vse svoje življenje. Bil je odličen pedagog in je vzgojil generacijo prvovrstnih stenografistov. Po njegovi smrti je v redkih vrstah slovenskih stenografistov nastala občutna vrzel, je še v zgodovini pisave in stenografije z naslovom Od hieroglifov do slovenske stenografije zapisal prof. Rakuša.